# Sàlih ibn Mirdàs
Àssad-ad-Dawla Sàlih ibn Mirdàs (àrab: أسد الدولة صالح بن مرداس, Asad ad-Dawla Ṣāliḥ b. Mirdās) fou el primer emir mirdàsida d'Alep (1024-1029). Era un cap de la tribu dels kilabites i apareix esmentat per primer cop el 1008 com a emir (governador) de Rahba.

## Primers anys
El 1008 va morir Lulu, el ghulam hamdànida que havia usurpat el poder a Alep en 1004 i el va succeir el seu fill Murtada al-Dawla Mansur ben Lulu, que va obtenir el reconeixement del califa fatimita Abu-Alí Mansur ibn al-Aziz al-Hàkim bi-amr-Al·lah. Llavors l'emperador Basili II Bulgaròcton va permetre a Muhammad al-Dawla Ahmad ibn Marwan, emir marwànida del Diyar Bakr, intentar ocupar Alep amb l'ajut dels Banu Kilab per reinstal·lar Abu l-Haydja, fill d'Abul Maali Sharif Saad al-Dawla, un príncep hamdànida que havia estat emir entre 967 i 991 i s'havia refugiat a Bizanci, però l'intent va fracassar quan els fatimites van enviar una expedició militar des de Trípoli en suport de Mansur, i va aconseguir la cooperació encoberta dels Banu Kilab que es van abstenir d'ajudar al pretendent; a canvi d'aquest virtual suport van reclamar a Mansur l'atribució d'una ikta o feu en una regió fèrtil i adequada pels seus ramats i cavalls. Per desfer-se d'aquests aliats pocs segurs l'emir Mansur va convidar a un miler de caps i guerrers Banu Kilab a un banquet i després de beguda i menjar abundant molts foren massacrats i altres empresonats, entre aquests Sàlih ibn Mirdàs, que va perdre el seu sabre i va haver de renunciar a la seva esposa Tarud que es va casar amb Mansur.
El 1014 Sàlih, després d'estar presoner entre dos i tres anys, va poder fugir de manera rocambolesca i va recuperar el seu sabre, i al cap de pocs dies, amb els seus partidaris, va atacar un exèrcit reclutat ràpidament per Mansur a Alep, format per ghulams professionals, gent de mal viure, i dhimmis (la "gent del llibre" o sigui cristians i jueus que vivia en terra de l'islam). Cristians i jueus foren massacrats i els musulmans capturats; entre els presoners el mateix Murtada al-Dawla Mansur, que va perdre el tron, però Sàlih encara no el va guanyar, ja que Alep restava en poder dels partidaris de Mansur.
Llavors es va iniciar una negociació. Els germans de Sàlih estaven presoners a la ciutadella d'Alep i calia pactar. Primer Sàlih va aconseguir la devolució de la seva esposa Tarud, i va rebre a més la mà de la filla de Mansur, el qual va pagar un fort rescat i va acceptar l'entrega de la meitat dels ingressos fiscals de l'emirat als kilabites. Una vegada alliberat, Mansur no va complir els pactes (o els va complir molt parcialment) i els kilabites van assolar la rodalia d'Alep. El descontentament creixia a Alep i Mansur, per por del general governador de la ciutadella, Fath al-Kal'i, va fugir a territori romà d'Orient (1015) on el 1016 va rebre un feu i va construir una fortalesa. A Alep, Fath al-Kal'i va assolir el poder.
Sàlih es va mostrar generós en la victòria. Va pactar amb Fath al-Kal'i que aquest respectaria els acords entre els kilabites i Mansur, Les filles del qual, que havia deixat a Alep quan va fugir, foren escortades per poder-se reunir amb el seu pare, excepte aquella que li havia estat promesa com esposa. Després va pactar amb els romans d'Orient i es va mantenir el comerç entre els dos estats i els romans d'Orient podrien creuar pel seu territori per efectes comercials.
A la mort del visir Ibn Killis, els fatimites van començar a negociar amb Fath al-Kal'i, que tot i els consells de Sàlih, va acceptar lliurar Alep i la seva ciutadella al Califat Fatimita en 1017. Sàlih no tenia llavors prou força per oposar-se als fatimites i Aziz al-Dawla Fatik, un governador fatimita es va fer càrrec d'Alep, actuant com a príncep autònom a la ciutat però deixant el control de la resta del territori als kilabites i fent aliança amb els romans d'Orient. La regió estava en pau però els fatimites no ho podien tolerar i el 1022, Sitt-al-Mulk, la regent d'Egipte, va fer assassinar Fatik i va posar al seu lloc a dos funcionaris.
Sàlih controlava Rahba, Rakka, Balis, Manbij i Rafaniyya, i per oposar-se al control directe fatimita d'Alep, va fer aliança amb els Banu Kalb (kalbites) de Síria central i amb els Banu Tayyi (tayyites) de Transjordània. A la mort de Sitt al-Mulk la primavera del 1024 es va produir una greu crisi d'abastiment de gra a Egipte i es reprenia la guerra amb els romans d'Orient que van avançar cap al sud d'Antioquia de l'Orontes. Els funcionaris fatimites a Síria foren substituïts pel nou govern, però els escollits foren menys competents que els anteriors. El projecte de les tribus àrabs de fer aliança contra els fatimites, que fins aleshores havia trobat l'oposició romana d'Orient, fou ara autoritzat per Basili II Bulgaròcton.

## Emir d'Alep

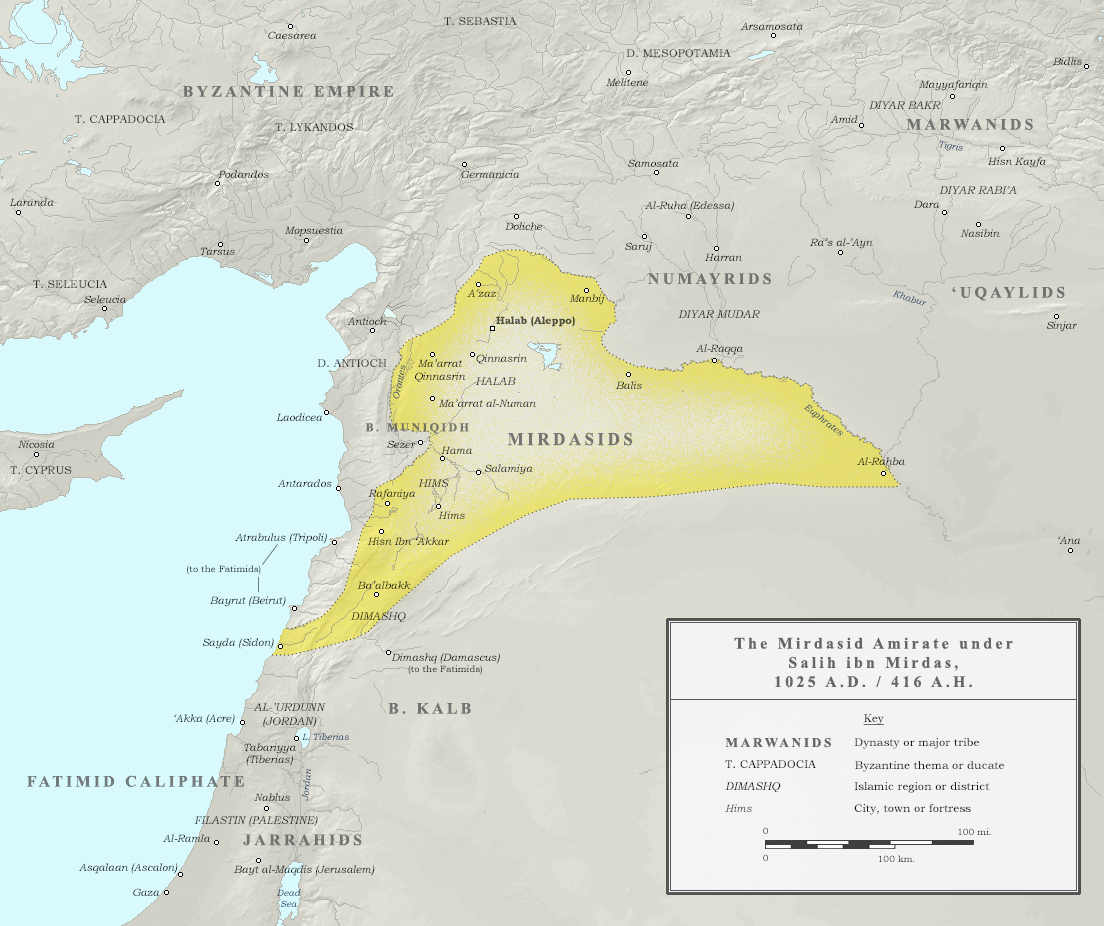
Dominis dels mirdàsides en el seu apogeu en 1025

L'estiu Sàlih de 1024 va iniciar la lluita i poc després Salim ibn Mustafad, el cadi d'Alep que ja exercia des de temps de Mansur, li va lliurar la ciutat; Sàlih li va encarregar el setge de la ciutadella (que resistia per temor a una suposada simpatia pro-bizantina de Sàlih) i va donar el govern de la ciutat a Salayman ibn Tawk. Una mina excavada va permetre cegar els pous que alimentaven d'aigua la ciutadella al juny, i poc després els kilabites entraven a la fortalesa.
En la seva campanya militar Sàlih es va apoderar de la Síria central amb Baalbek, i es va reunir amb els seus aliats kalbites (dirigits per Sinan ibn Ulayyan) i tayyites (manats per Hassan ibn Mufàrrij). El primer va atacar llavors Damasc i el segon Ramla; el general turc Anushtigin al-Duzbari va intentar defensar Palestina, però no va tenir prou suport dels ministres del govern del Caire que se'n malfiaven i que a la seva esquena van negociar amb els tayyites que al seu torn havien fet aliança en secret amb els Banu Kurra de Líbia per formar una aliança anti-fatimita des d'Alep a Trípoli de Líbia. Ramla fou saquejada per Ibn al-Djarrah però després Anushtigin va recuperar la iniciativa i Damasc, defensada per la població i l'exèrcit fatimita, va rebutjar als kalbites.
Sàlih va anar a Alep en 1027 i el setembre en va prendre possessió; va alliberar al dai (missioner) fatimita local i al governador però el comandant militar fou executat i el cadi abandonat viu a una sala tancada amb un mur. El principat mirdàsida que es va crear s'estenia per Alep, Homs, Baalbek, Hisn Akkar i Sidó. Es va establir un govern regular similar al d'altres estats amb un visir (amb títol de sahib al-sayf wa-l-kalam kadi). Però el seu comportament equilibrat va ser contrarestat pel del seu aliat Hassan ibn al-Djarrah, turbulent i cruel. Quan el cap kalbita Sinan ibn Ulayyan va morir els tayyites van perdre el suport dels kalbites i llavors Hassan ibn al-Djarrah va cridar en ajut a Sàlih ibn Mirdas.
El 1028 Anushtigin al-Duzbari fou nomenat governador de Damasc i Síria i va decidir posar fi al control de les tribus àrabs a la Síria central. La batalla decisiva entre Anushtigin i Sàlih i els seus aliats es va lliurar a al-Ukhuwana a la riba est del llac Tiberíades el maig del 1029 i els àrabs foren derrotats completament; els Banu Djarrah van fugir; Sàlih ibn Mirdas i el seu fill gran (de nom desconegut) van morir, igual que el seu visir (que era el cristià Tadrus ibn al-Hasan). El cos de Sàlih fou portat a Sayda on havia residit sovint.
El poder se'l van repartir els seus dos fills Xibl-ad-Dawla Nasr ibn Sàlih (que va governar a la ciutat d'Alep) i Muïzz-ad-Dawla Thimal ibn Sàlih (que va governar a la ciutadella). La Síria central (Hisn Akkar, Baalbek, Homs i Rafaniyya) fou abandonada i les forces kilabites es van concentrar al djund de Kinnasrin.